# Síndrome de secreción inadecuada de hormona antidiurética
El síndrome de secreción inadecuada de hormona antidiurética (SIADH) es un trastorno médico comúnmente visto en la población de pacientes hospitalarios, en especial aquellos hospitalizados por lesiones del sistema nervioso central. Es un síndrome causado por la liberación excesiva de la hormona vasopresina o antidiurética de la hipófisis posterior o de otra fuente, como un tumor. 
El cáncer de pulmón de células pequeñas produce un síndrome paraneoplásico cuya expresión es la causa más frecuente del SIADH. El resultado clásico es una hiponatremia, que es una disminución en la concentración de sodio (<130 mEq/L) circulante en la sangre, una mayor concentración de la orina (UOsm >100 mOsm) y, ocasionalmente, una sobrecarga de líquido corporal. 
Diagnóstico:
criterios mayores:
1. hiponatremia 
2. hipoosmolaridad plasmática
3. no edemas
4. PA normal
5. falta de dilución de orina <100 mOsm
6. exclusión de hipotiroidismo
criterios menores:
1. sobrecarga hídrica
2. niveles de AVp elevados